# Andrea Karla Almeida dos Santos
Andrea Karla Almeida dos Santos(1979) es una botánica, geobotánica, curadora, anatomista vegetal y profesora brasileña.

## Biografía
Toda su formación científica terciaria, la desarrolló en la Universidad Estatal de Feira de Santana, como becaria de la Coordinación de Perfeccionamiento de Personal de Educación Superior: en 2003, obtuvo la licenciatura en ciencias biológicas, en 2005, la maestría en biología vegetal, defendiendo la tesis A família Melastomataceae: Tribo Melastomeae Bartl., no município de Rio de Contas, Bahia, Brasil, y en 2009, el doctorado.
Actualmente es profesora, desde 2009, tanto de la Universidad Federal de Bahía, y desde 2010 de la Universidad Estatal de Feira de Santana; administrando clases de taxonomía y sistemática de algas, hongos, musgos, helechos y fanerógamas; morfología y anatomía vegetal. Tiene experiencia en botánica, con énfasis en levantamientos florísticos, taxonomía y sistemática molecular, actuando sobre los siguientes temas: Melastomataceae, Marcetia, filogenia, taxonomía, florística, delimitación específica basada en marcadores morfológicos y moleculares.

## Algunas publicaciones
- FREITAS, J.G.; SANTOS, A. K. A.; GUIMARÃES, P.J.F.; OLIVEIRA, R. P. 2013. A New and Unusual Species of Tibouchina (Melastomataceae) Occurring in Caatinga Vegetation in Bahia, Brazil. Systematic Botany 38: 418-423

- SANTOS, A. K. A.; MARTINS, A.B.; SILVA, T. R. S. 2013. Two New Species of Marcetia (Melastomataceae) from the Chapada Diamantina, Bahia, Brazil. Systematic Botany 38: 714-722

- DOS SANTOS, M. A.; CONCEIÇÃO, L. P.; PEREIRA, F. A.; DE OLIVEIRA, I. B.; DOS SANTOS, A. K. A. 2013. Desmidiaceae (Zygnematophyceae, Streptophyta) da Lagoa das Bateias, Vitória da Conquista, Bahia, Brasil. Sitientibus serie Ciencias Biologicas (SCB) 13: 1-13

- FREITAS, J. G.; SANTOS, A. K. A.; OLIVEIRA, R. P. 2012. Tibouchina bracteolata and T. comosa (Melastomataceae, Melastomeae): two new species to the Chapada Diamantina, Bahia, Brazil. Systematic Botany 37: 189-196

- LEITE, T. C. C.; SENA, A. R.; SILVA, T. R. S.; SANTOS, A. K. A.; UETANABARO, A. P. T.; BRANCO, A. 2012. Antimicrobial activity of Marcetia DC. species (Melastomataceae) and analysis of its flavonoids by reverse phase-high performance liquid chromatography coupled-diode array detector. Pharmacognosy Magazine 8: 209-214

- CASSIANO, D. S. A.; BRANCO, A.; SILVA, T.R.S.; SANTOS, A. K. A. 2010. Caracterização morfoanatômica de folhas e caules de Microlicia hatschbachii Wurdack (Melastomataceae). Revista Brasileira de Farmacognosia (impreso) 20: 529-535

- SANTOS, A. K. A.; MARTINS, A. B.; SILVA, T. R. S. 2008. Marcetia candolleana ( Melastomeae Melastomataceae ), a new species from Bahia (Brazil). Kew Bulletin 63: 315-318

- BRANDÃO, M. G. L.; ZANETTI, N. N. S.; OLIVEIRA, P.; GRAEL, C. F. F.; SANTOS, A. A.; MONTEMÓR, R. L. 2008. Brazilian plants described by European naturalists in 19th century and in Pharmacopoeia. Journal of ethnopharmacology 120: 141–148

- SANTOS, A. K. A.; FRANCA, F. ; MELO, E.; NASCIMENTO, J. G. A.; MORAES, L. E.; MARQUES, M,; S. FILHO, M. F. B.; MACHADO, C. 2005. Estudos ecológicos e florísticos em ilhas de vegetação de um Inselberg no semi-árido da Bahia, Brasil. Hoehnea (São Paulo) 32 (1): 93-101

- SANTOS, A. K. A.; SILVA, T. R. S. 2005. A família Melastomataceae no município de Rio de Contas, Bahia, Brasil (enlace roto disponible en Internet Archive; véase el historial, la primera versión y la última).. Sitientibus. Série Ciências Biológicas 5 (2): 76-92, Feira de Santana

### Capítulos de libros publicados
- SANTOS, M. A.; PEDREIRA, L. C.; PEREIRA, F. A.; SANTOS, A. K. A. 2012. Gênero Cosmarium Corda (Zygnematophyceae, Desmidiaceae) da Lagoa das Bateias, Vitória da Conquista- BA. In: Resúmenes de la 2ª Semana de Biotecnologia do IMS/CAT-UFBA, 2012, Vitória da Conquista. CD ROOM

- FAGUNDES, M. C.; OLIVEIRA, P. N.; SANTOS, A. K. A. 2012. A família Melastomataceae no parque municipal de Mucugê, Chapada Diamantina, Bahia, Brasil. In: Anais 63.º Congresso Nacional de Botânica, Joinville, SC. CD-ROM
- SANTOS, M. A.; PEDREIRA, L. C.; PEREIRA, F. A.; OLIVEIRA, I. V.; SANTOS, A. K. A. 2012. Inventário taxonômico de Chlorophyceae e Trebouxiophyceae (Chlorophyta) da Lagoa das Bateias, Vitória da Conquista, Bahia. In: Anais 63.º Congresso Nacional de Botânica, Joinville, SC. CD-ROM
- CONCEIÇÃO, L. P.; SANTOS, M. A.; PEREIRA, F. A.; OLIVEIRA, I. V.; SANTOS, A. K. A. 2012. Gênero Pediastrum Meyen (Chlorophyceae, Hydrodictyaceae) da Lagoa das Bateias, Vitória da Conquista - Ba. In: Anais V Biosemana da UESB, Itapetinga, Ba. CD-ROM

- OLIVEIRA, P. N.; SANTOS, A. K. A. 2011. A Tribo Microlicieae (Melastomataceae) em área do Projeto Sempre Viva, Bahia, Brasil. In: Libro de Resúmenes de la VI Semana de Agronomía da UESB, 2011, Vitória da Conquista

- SANTOS, A. K. A.; MARTINS, A.B.; ROMERO, R.; SANTOS, A. P. M.; ALMEDA, F.; BERNARDO, K. F. R.; KOSCHNITZKE, C.; GOLDENBERG, R.; REGINATO, M.; LEE, R.C.S.; RODRIGUES, W. 2009. Melastomataceae. In: Ana Maria Giulietti; José Maria Cardoso da Silva; Alessandro Rapini; Luciano Paganucci de Queiroz; Maria José Gomes de Andrade (orgs.) Catálogo de espécies raras do Brasil. Belo Horizonte: Conservação Internacional, p. 263-279

- BARBOSA FILHO, J. M.; SILVA, T. R. S.; SETTE, I. M. F.; SANTOS, A. K. A. 2006. Melastomataceae. In: Ana Maria Giulietti e Luciano Paganucci de Queiroz (orgs.) Plantas da caatinga: perfil Botânico, fitoquimica e atividade Biológica. Recife: Ministério da Ciência e Tecnologia, v. 4, p. 341-343

- SANTOS, A. K. A. 2006. Melastomataceae. In: Ana Maria Giulietti; Abel Conceição; Luciano Paganucci de Queiroz (orgs.) Diversidade e caracterização das fanerógamas do semi-árido Brasileiro. Recife: Ministério da Ciência e Tecnologia, v. 1, p. 154-161

- GIULIETTI A. M.; CONCEICAO, A. A.; RAPINI, A.; PIRANI, J. R.; HARLEY, R. M.; SILVA, T. R. S.; SANTOS, A. K. A.; CORREIA, C.; ANDRADE, I. M.; COSTA, J. A. S. 2005. Campos Rupestres. In: Flora Acuña Juncá; Lígia Funch; Washington Rocha (orgs.) Biodiversidade e Conservação da Chapada Diamantina. Brasília: Ministério do Meio Ambiente, v. 13, p. 153-180

- SANTOS, A. K. A.; SILVA, T. R. S. 2004. Melastomataceae. Recursos genéticos de fruteiras dos tabuleiros costeiros e ecossistemas associados. Aracaju: EMBRAPA

## Honores
- 2003: oradora del turno del Curso de Biología 2002.2, Universidad Estadual de Feira de Santana[3]

### Revisiones de ediciones
- 2009 - actual. Periódico: Rodriguesia
- 2014 - actual. Periódico: Phytotaxa: a rapid international journal for accelerating the publication

### Membresías
- de la Sociedad Botánica del Brasil.[7]

- La abreviatura «A.K.A.Santos» se emplea para indicar a Andrea Karla Almeida dos Santos como autoridad en la descripción y clasificación científica de los vegetales.[8]

- Portal:Biografías. Contenido relacionado con Botánica.
- Portal:Biología. Contenido relacionado con Taxonomía.